# Leichtathletik-Europameisterschaften 2016/3000 m Hindernis der Frauen

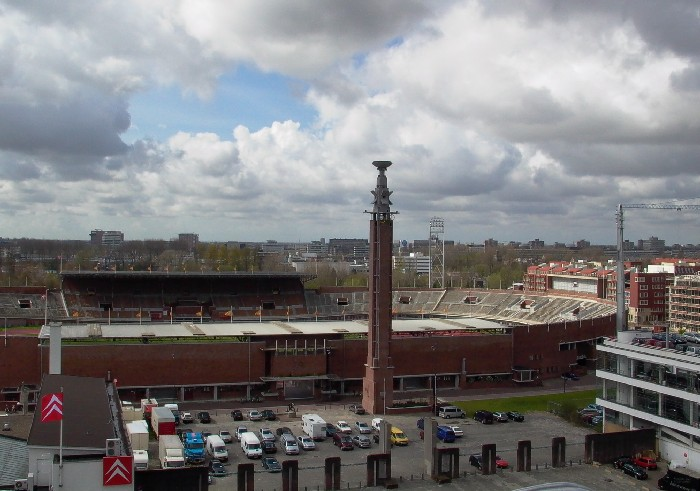
Das Olympiastadion in Amsterdam im Jahr 2005

Der 3000-Meter-Hindernislauf der Frauen bei den Leichtathletik-Europameisterschaften 2016 wurde am 8. und 10. Juli 2016 im Olympiastadion der niederländischen Hauptstadt Amsterdam ausgetragen.
Europameisterin wurde die deutsche WM-Dritte von 2015 und EM-Dritte von 2012 Gesa Felicitas Krause. Sie gewann vor Luiza Gega aus Albanien. Bronze ging an die Türkin Özlem Kaya.

## Rekorde

### Bestehende Rekorde
| Weltrekord           | 8:58,81 min | Gulnara Samitowa | OS Peking, Volksrepublik China | 17. August 2008 |
| Europarekord         | 8:58,81 min | Gulnara Samitowa | OS Peking, Volksrepublik China | 17. August 2008 |
| Meisterschaftsrekord | 9:17,57 min | Julija Saripowa  | EM Barcelona, Spanien          | 30. Juli 2010   |

Der bestehende EM-Rekord wurde bei diesen Europameisterschaften nicht erreicht. Die schnellste Zeit erzielte die deutsche Europameisterin Gesa Felicitas Krause im Finale mit 9:18,65 min, womit sie eine neue Europajahresbestleistung aufstellte, jedoch mit 1,08 s knapp über dem Rekord blieb. Zum Welt- und Europarekord fehlten ihr 19,84 s.

### Rekordverbesserung
Es wurde ein neuer Landesrekord aufgestellt:

9:28,52 min – Luiza Gega (Albanien), Finale am 10. Juli

## Legende
Kurze Übersicht zur Bedeutung der Symbolik – so üblicherweise auch in sonstigen Veröffentlichungen verwendet:
| NR  | Nationaler Rekord                        |
| EL  | Europajahresbestleistung                 |
| DNS | nicht am Start (did not start)           |
| DNF | Wettkampf nicht beendet (did not finish) |
| DSQ | disqualifiziert                          |
| IWR | Internationale Wettkampfregeln           |
| TR  | Technische Regeln                        |

## Vorrunde
Die Vorrunde wurde in zwei Läufen durchgeführt. Die ersten fünf Athletinnen pro Lauf – hellblau unterlegt – sowie die darüber hinaus fünf zeitschnellsten Läuferinnen – hellgrün unterlegt – qualifizierten sich für das Finale.

### Vorlauf 1
8. Juli 2016, 13:30 Uhr
| Platz | Name                  | Nation         | Zeit (min) |
| ----- | --------------------- | -------------- | ---------- |
| 1     | Gesa Felicitas Krause | Deutschland    | 09:43,81   |
| 2     | Özlem Kaya            | Türkei         | 09:44,41   |
| 3     | Meryem Akdağ          | Türkei         | 09:45,69   |
| 4     | Michelle Finn         | Irland         | 09:45,93   |
| 5     | Matylda Kowal         | Polen          | 09:46,25   |
| 6     | Anastassija Pusakowa  | Belarus        | 09:46,36   |
| 7     | Ingeborg Løvnes       | Norwegen       | 09:47,50   |
| 8     | Lennie Waite          | Großbritannien | 09:48,46   |
| 9     | Jana Sussmann         | Deutschland    | 09:49,04   |
| 10    | Camilla Richardsson   | Finnland       | 09:54,80   |
| 11    | Maëva Danois          | Frankreich     | 09:58,73   |
| 12    | Irene Sánchez         | Spanien        | 10:08,12   |
| 13    | Lucie Sekanová        | Tschechien     | 10:10,93   |
| 14    | Zita Kácser           | Ungarn         | 10:19,74   |

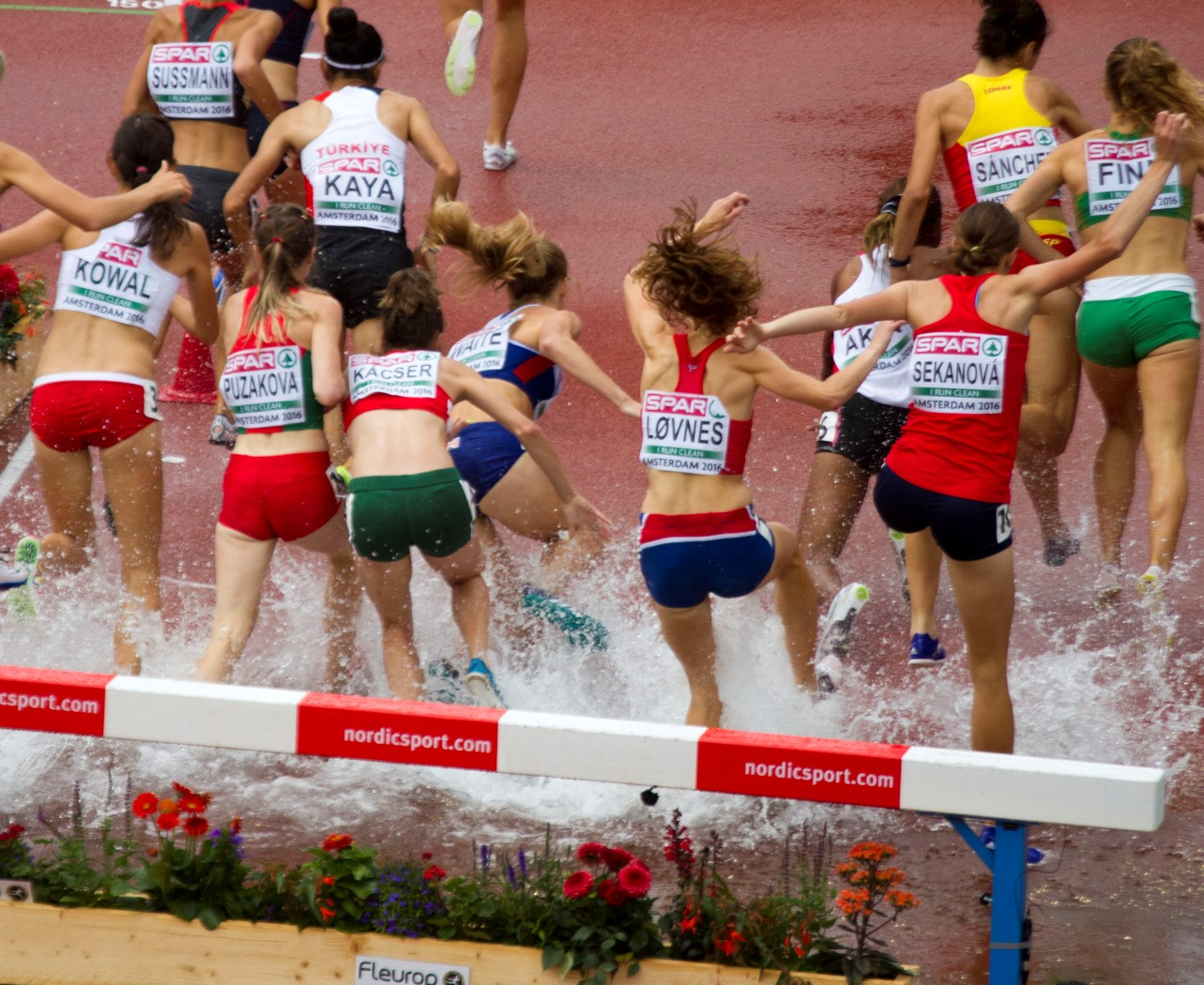
Erster Vorlauf, Wassergraben

Im ersten Vorlauf ausgeschiedene Läuferinnen:

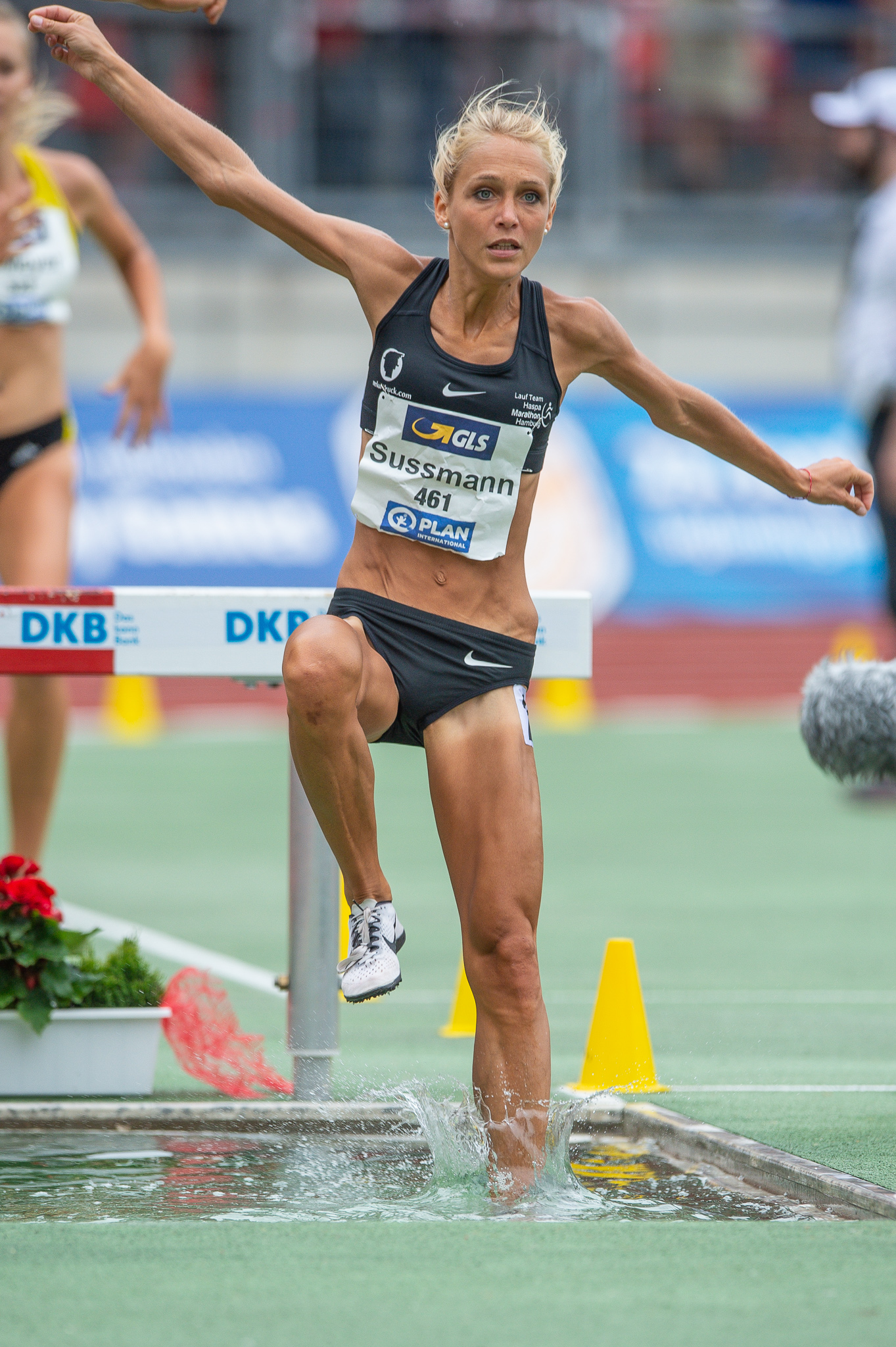
Jana Sussmann – Rang neun in 9:49,04 min
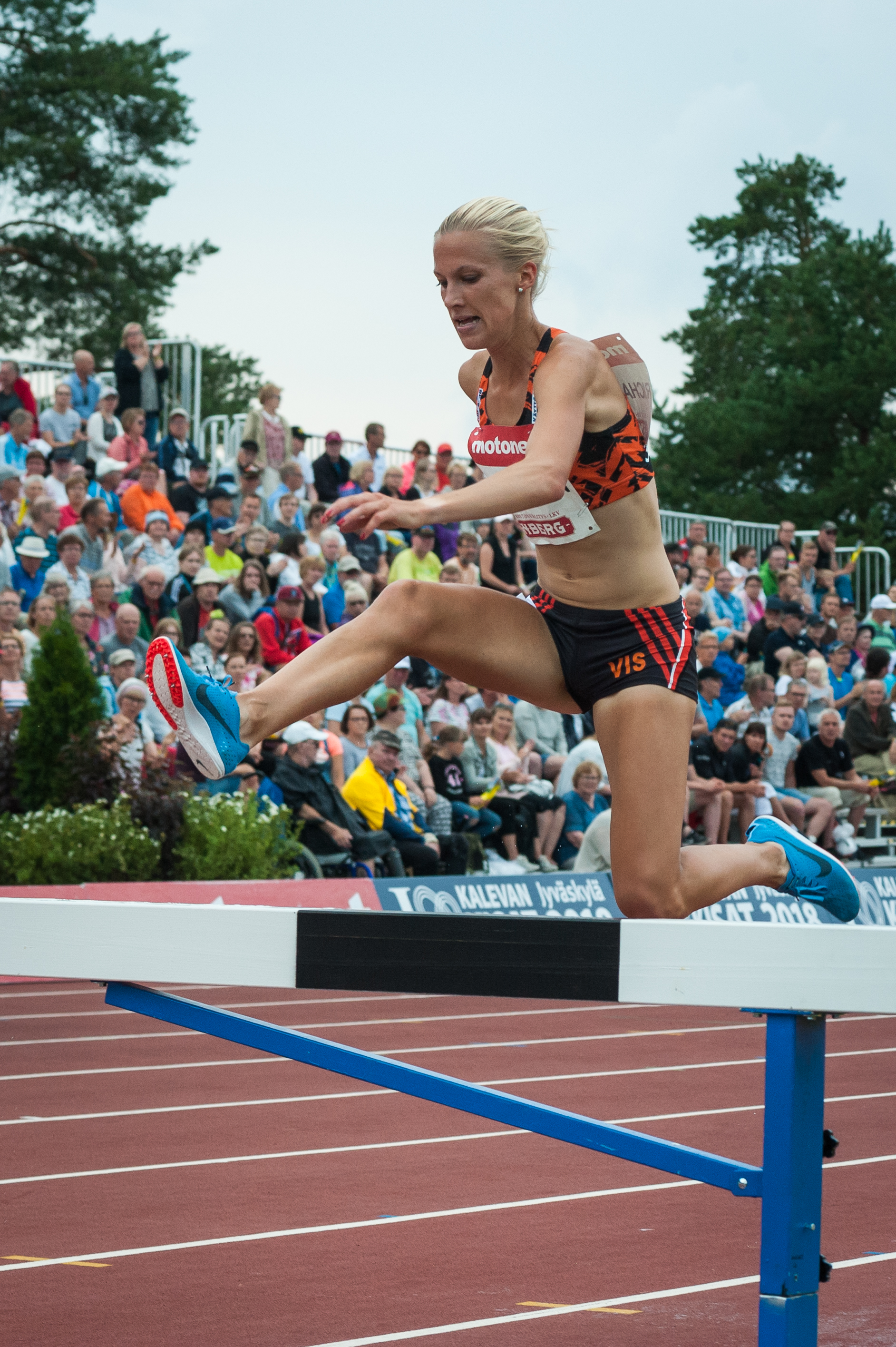
Camilla Richardsson – Rang zehn in 9:54,80 min
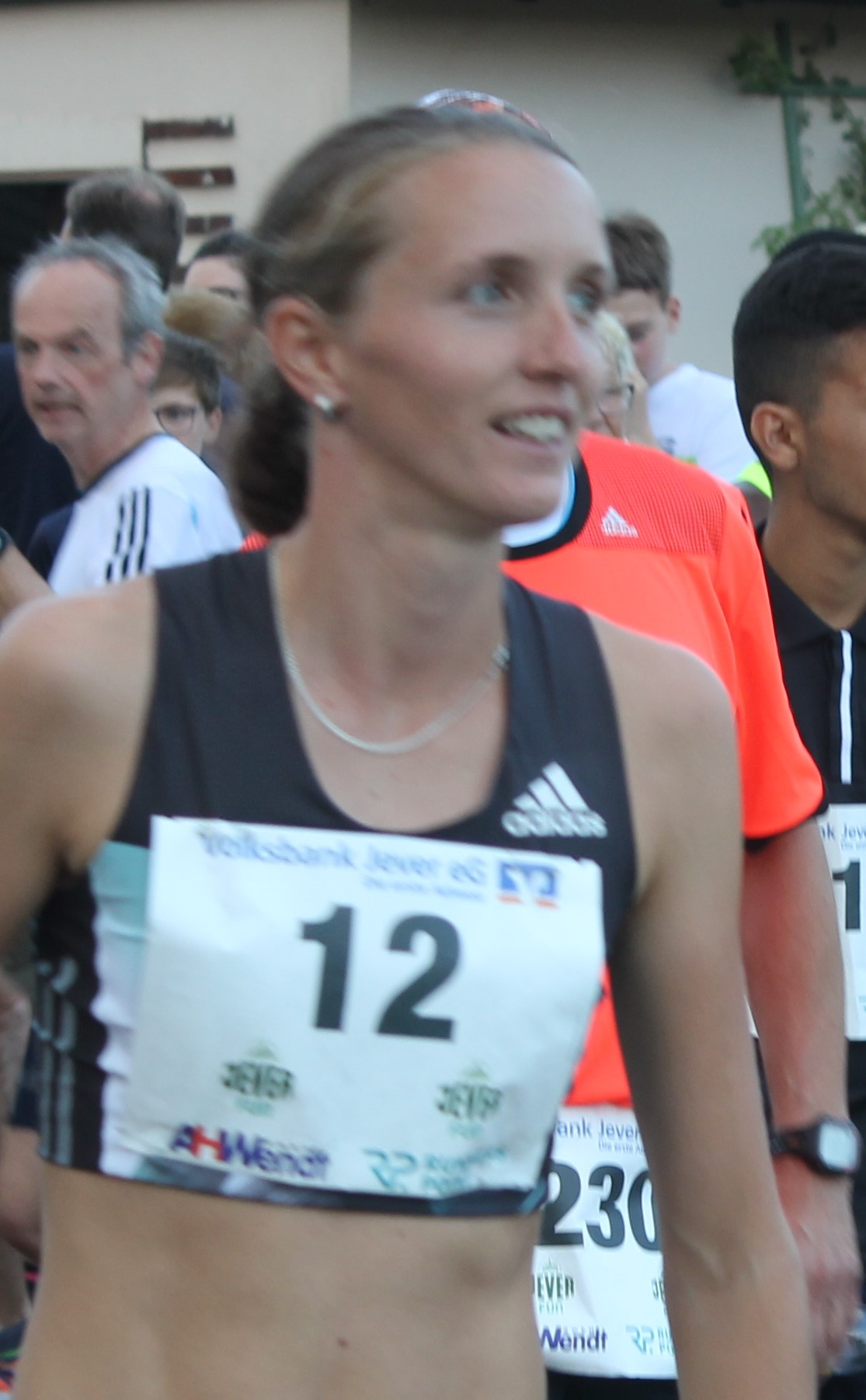
Lucie Sekanová – Rang dreizehn in 10:10,93 min
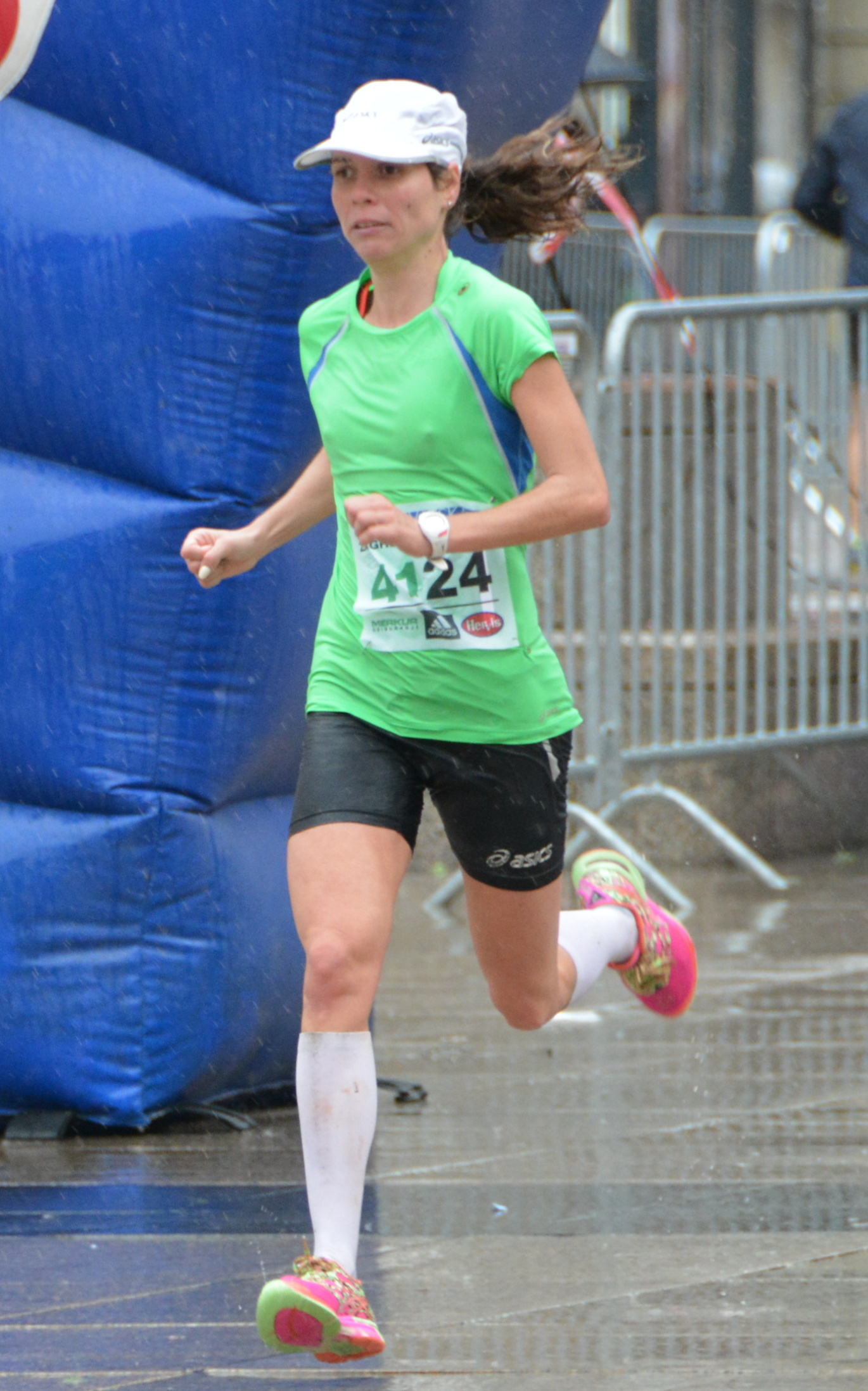
Zita Kácser – Rang vierzehn in 10:19,74 min

### Vorlauf 2

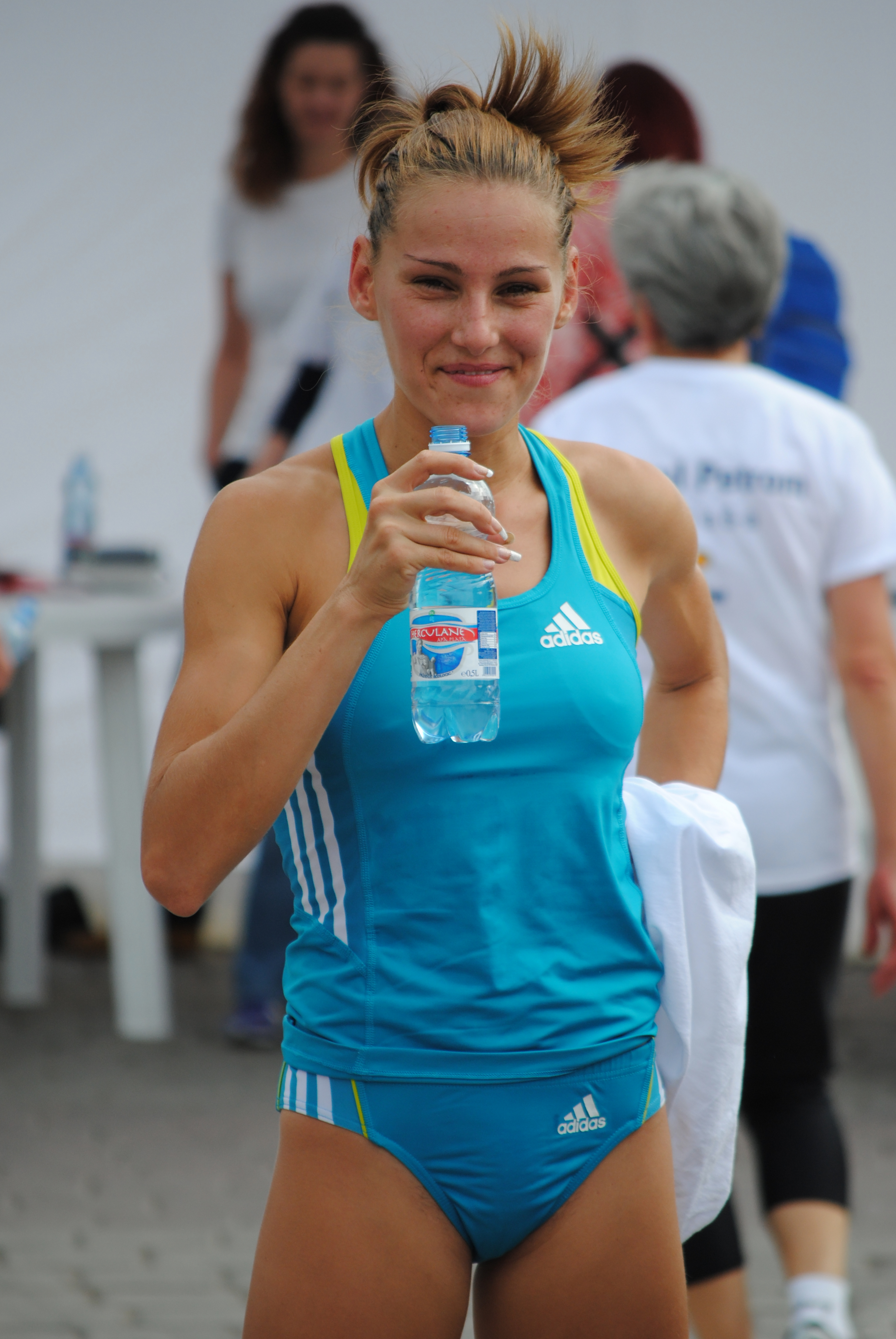
Ancuța Bobocel verpasste das Finale mit ihrem neunten Platz im zweiten Vorlauf in 9:48,91 min um etwas mehr als eine Sekunde

8. Juli 2016, 13:45 Uhr
| Platz | Name               | Nation         | Zeit (min) |
| ----- | ------------------ | -------------- | ---------- |
| 1     | Luiza Gega         | Albanien       | 09:38,87   |
| 2     | Fabienne Schlumpf  | Schweiz        | 09:40,28   |
| 3     | Sandra Eriksson    | Finnland       | 09:41,16   |
| 4     | Marija Schatalowa  | Ukraine        | 09:41,85   |
| 5     | Sara Louise Treacy | Irland         | 09:42,16   |
| 6     | Kerry O’Flaherty   | Irland         | 09:45,53   |
| 7     | Diana Martín       | Spanien        | 09:45,90   |
| 8     | Maya Rehberg       | Deutschland    | 09:47,32   |
| 9     | Ancuța Bobocel     | Rumänien       | 09:48,91   |
| 10    | Maria Larsson      | Schweden       | 09:50,16   |
| 11    | Viktória Gyürkés   | Ungarn         | 09:59,08   |
| 12    | Rosie Clarke       | Großbritannien | 10:00,25   |
| DNF   | Elif Karabulut     | Türkei         |            |
| DNS   | Maruša Mišmaš      | Slowenien      |            |

## Finale

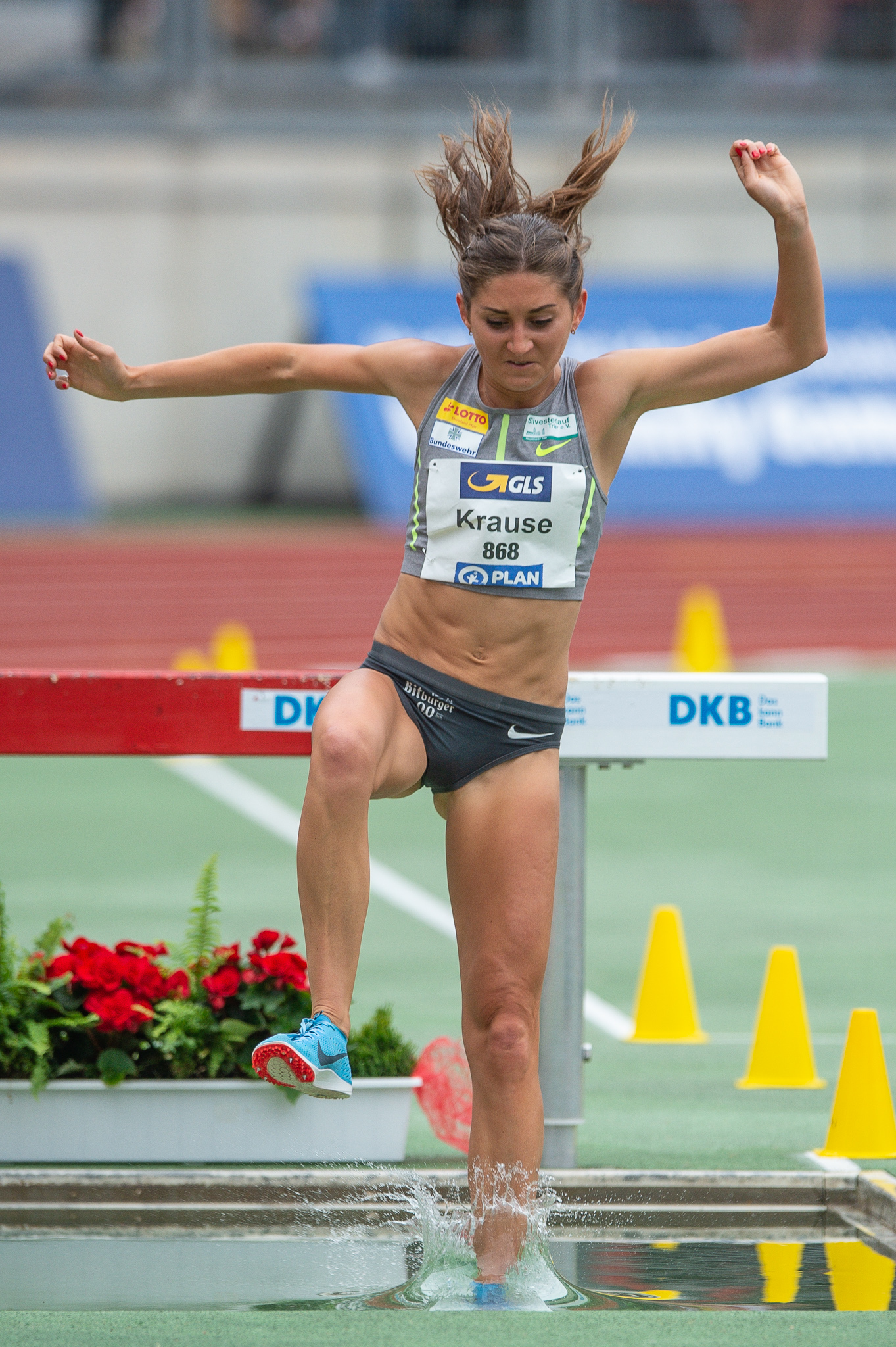
Europameisterin Gesa Felicitas Krause, 2015 WM-Dritte und
2012 EM-Dritte

10. Juli 2016, 17:15 Uhr
| Platz | Name                  | Nation      | Zeit (min)                                             |
| ----- | --------------------- | ----------- | ------------------------------------------------------ |
| 1     | Gesa Felicitas Krause | Deutschland | 009:18,65 EL                                           |
| 2     | Luiza Gega            | Albanien    | 009:28,52 NR                                           |
| 3     | Özlem Kaya            | Türkei      | 009:35,05                                              |
| 4     | Marija Schatalowa     | Ukraine     | 009:38,17                                              |
| 5     | Fabienne Schlumpf     | Schweiz     | 009:40,01                                              |
| 6     | Anastassija Pusakowa  | Belarus     | 009:42,91                                              |
| 7     | Michelle Finn         | Irland      | 009:43,19                                              |
| 8     | Diana Martín          | Spanien     | 009:43,65                                              |
| 9     | Sara Louise Treacy    | Irland      | 009:45,19                                              |
| 10    | Sandra Eriksson       | Finnland    | 009:45,71                                              |
| 11    | Ingeborg Løvnes       | Norwegen    | 009:45,45                                              |
| 12    | Kerry O’Flaherty      | Irland      | 009:45,88                                              |
| 13    | Meryem Akdağ          | Türkei      | 009:45,42                                              |
| 14    | Matylda Kowal         | Polen       | 009:47,27                                              |
| DSQ   | Maya Rehberg          | Deutschland | IWR 169, TR23.7 – Regelverstoß Wassergrabenüberquerung |

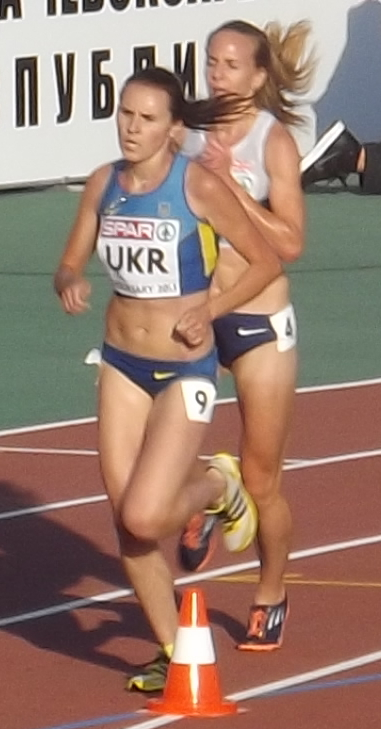
Marija Schatalowa belegte Rang vier
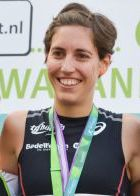
Fabienne Schlumpf wurde Fünfte
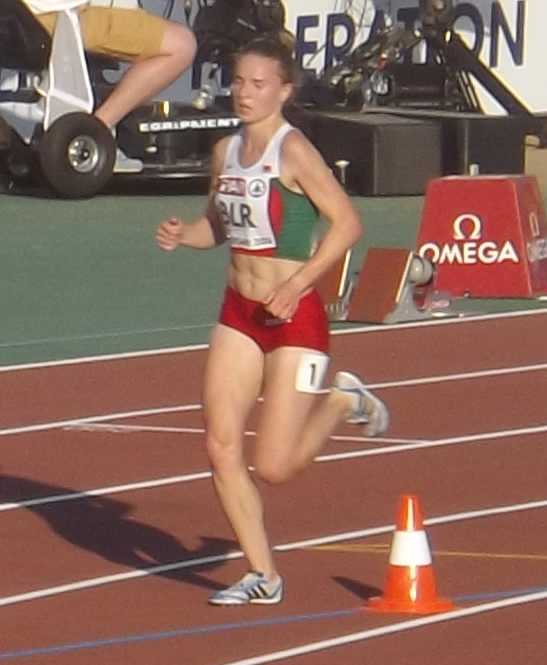
Nastassja Pusakowa erreichte Platz sechs
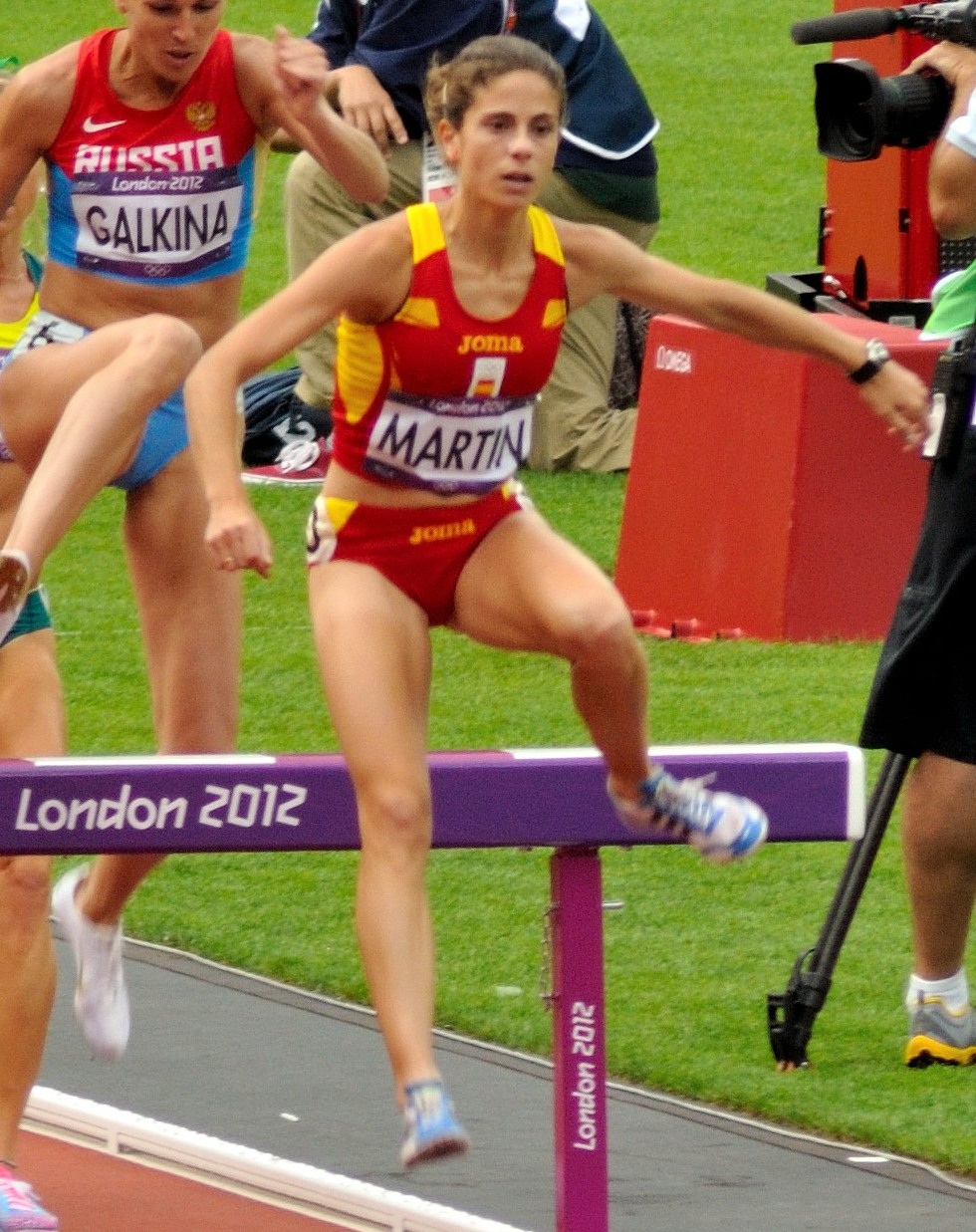
Diana Martín kam auf den achten Platz

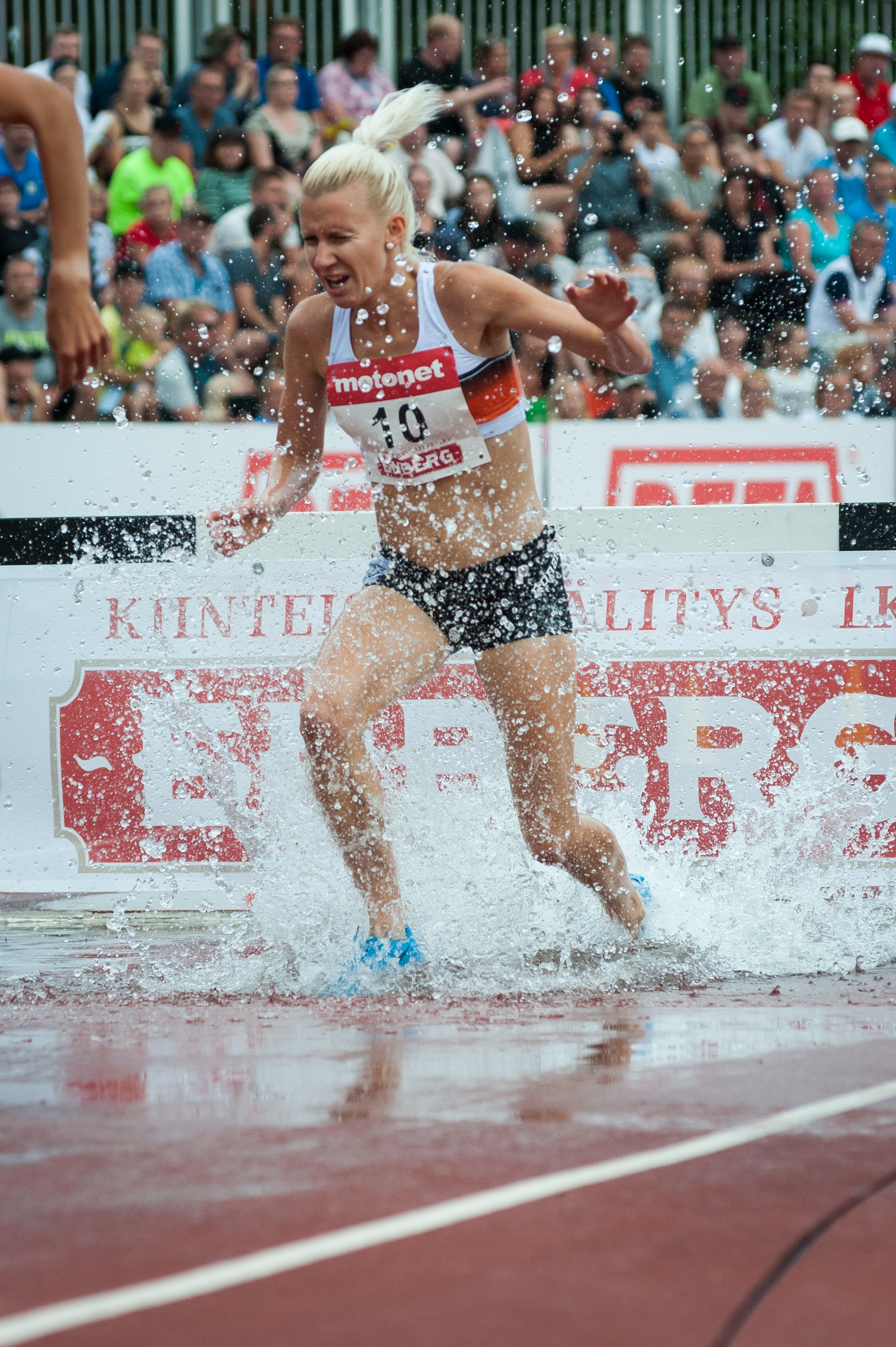
Sandra Eriksson wurde Zehnte
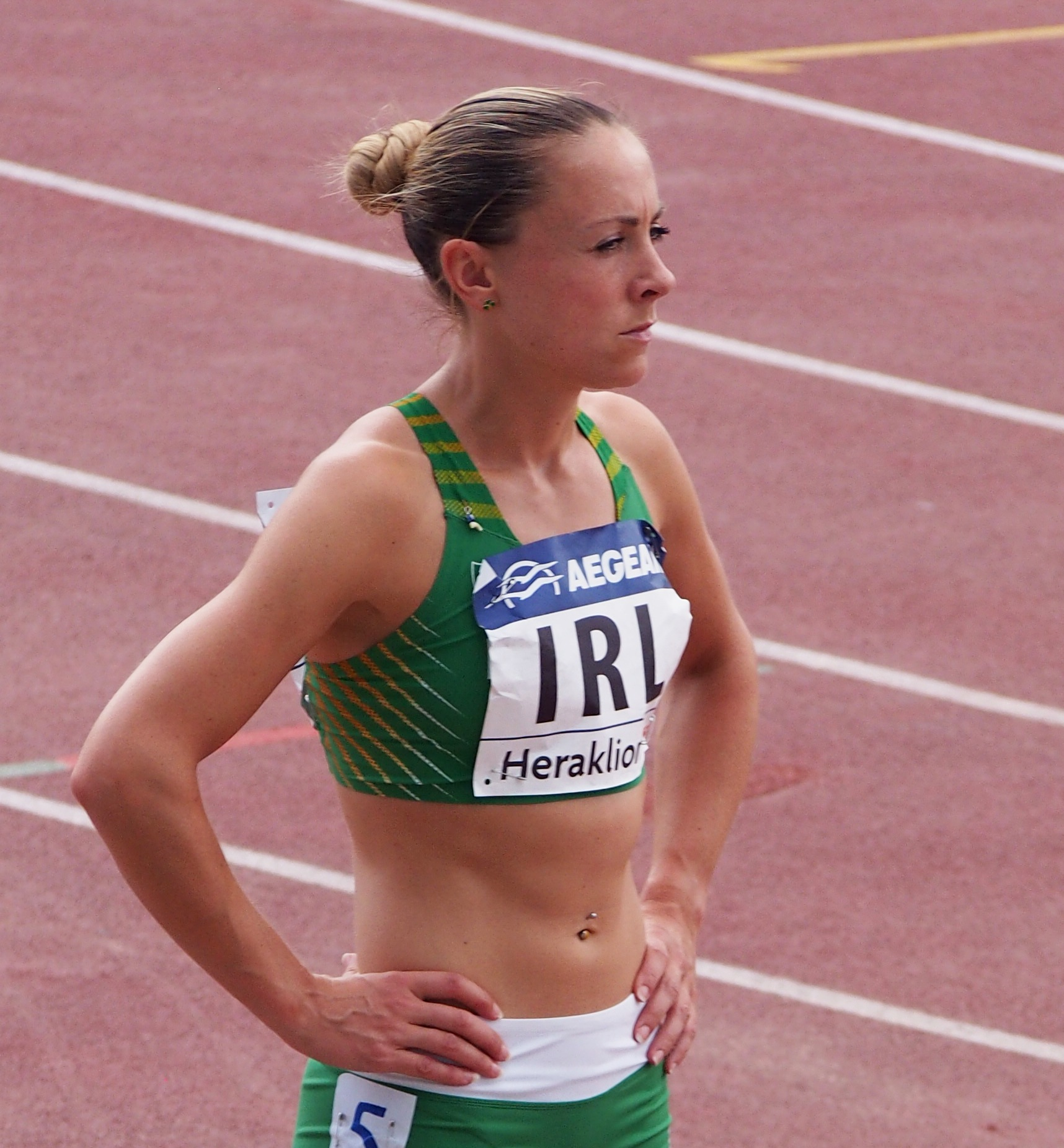
Die zwölftplatzierte Kerry O’Flaherty
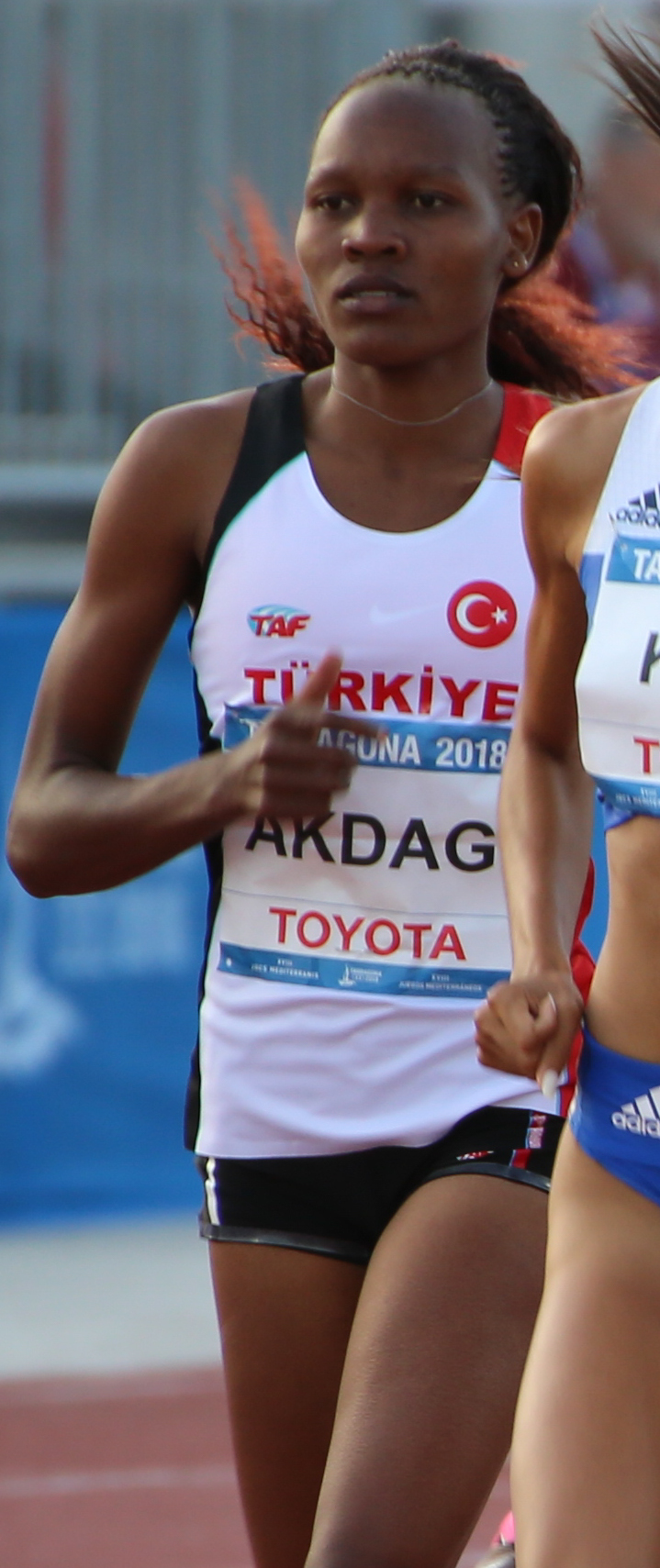
Rang dreizehn für Meryem Akdağ
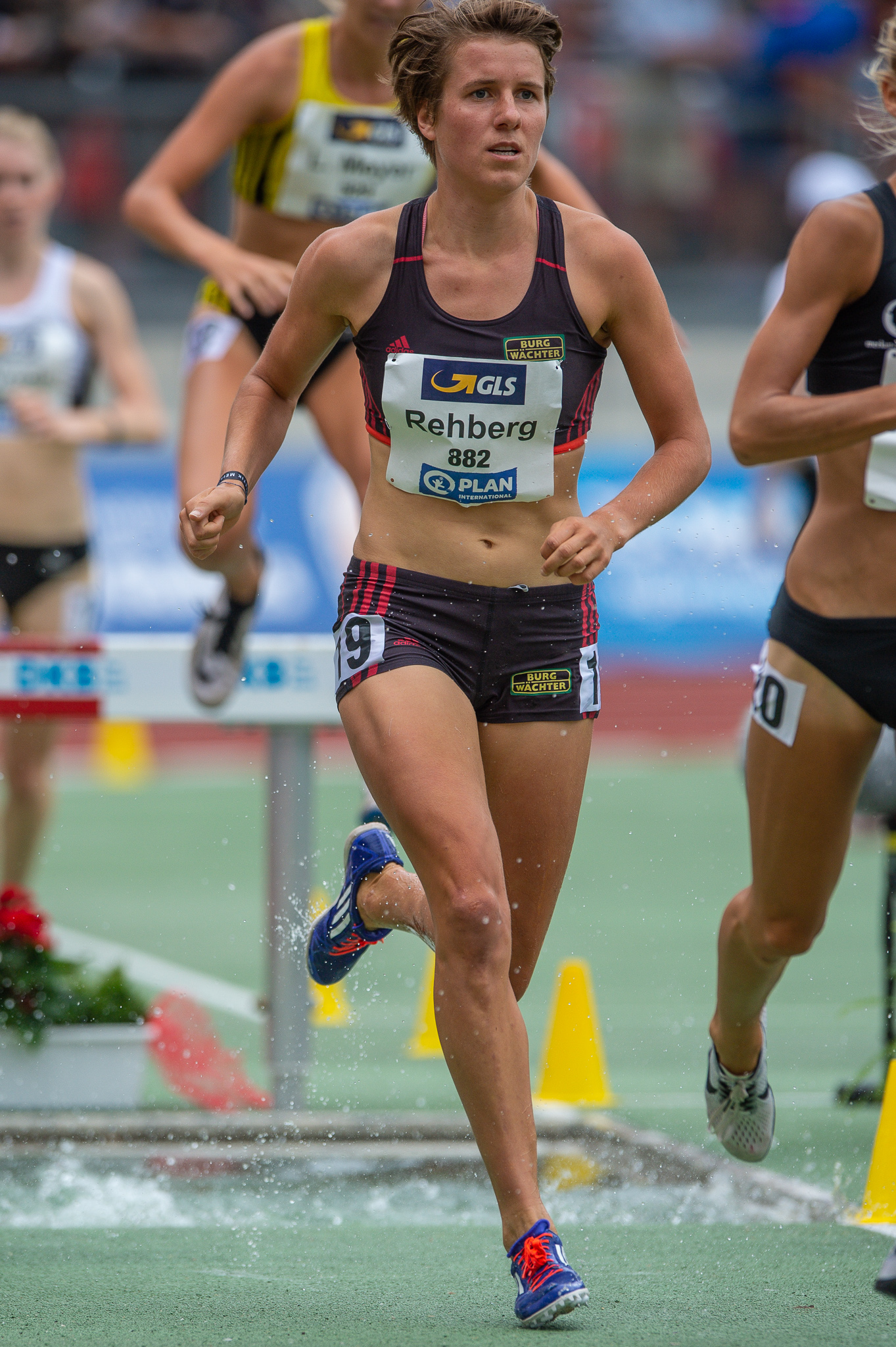
Maya Rehberg überquerte den Wassergraben einmal nicht regelkonform und wurde disqualifiziert

## Videolink
- 182 Gesa Felicitas Krause 3000m Steeplechase FINAL HD European Athletics Championships Amsterdam 2016, youtube.com, abgerufen am 24. März 2023